# Matopo giacomellii
Matopo giacomellii är en fjärilsart som beskrevs av Paul Dognin 1916. Matopo giacomellii ingår i släktet Matopo och familjen nattflyn. Inga underarter finns listade i Catalogue of Life.